# Jan P. Strijbos

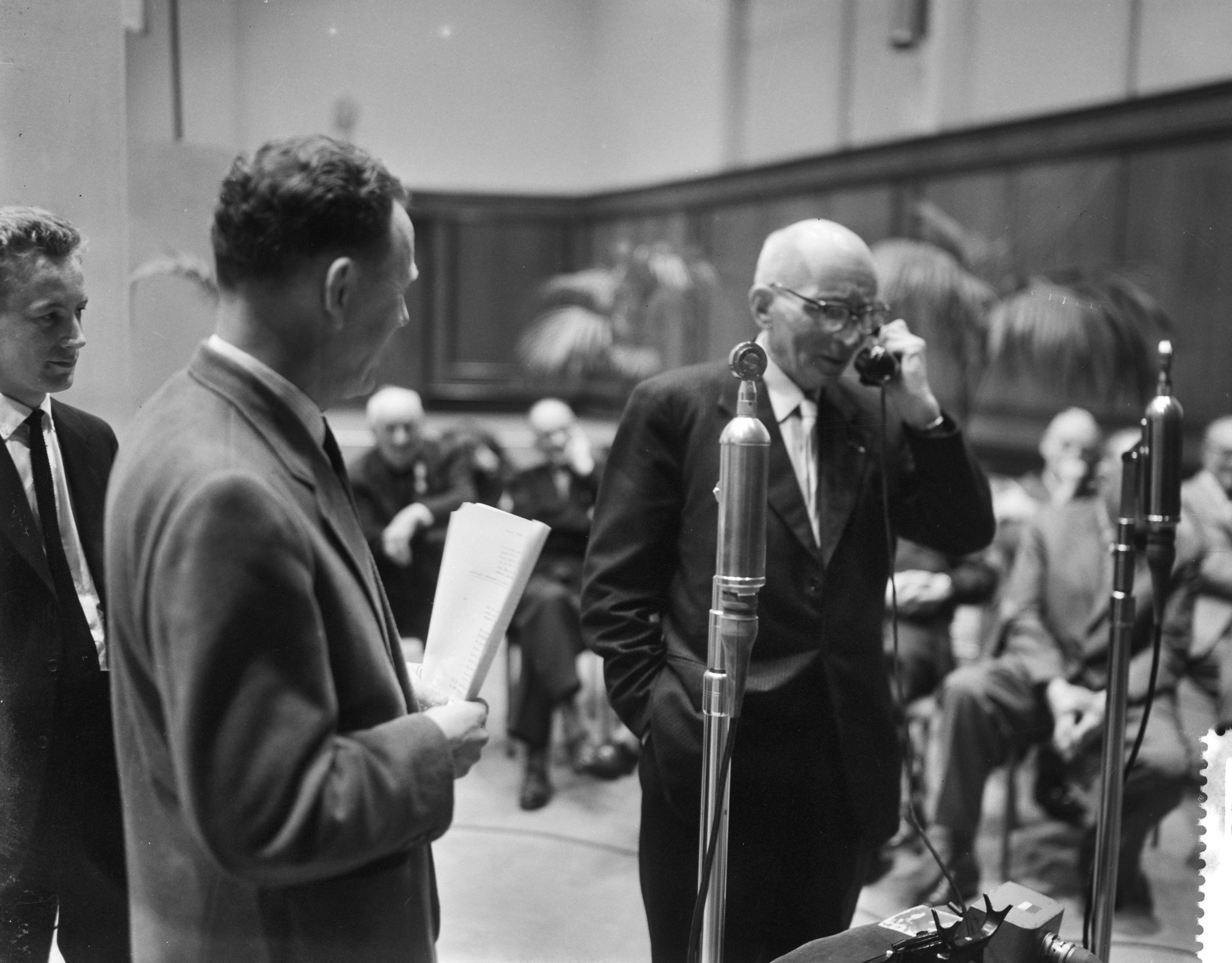
Strijbos in 1959

Jan Pieter Strijbos - vooral bekend onder de naam: Jan P. Strijbos - (Haarlem, 14 maart 1891 – Bentveld, 10 mei 1983) was een Nederlands natuurliefhebber, ornitholoog, schrijver, natuurfotograaf en -filmer. Strijbos schreef een groot aantal boeken en artikelen over vogels.

## Biografie
Aanvankelijk werkzaam als bouwkundig tekenaar op het architectenbureau van zijn oom,  in 1927 koos Strijbos voor een onzeker bestaan als publicist. Zijn eerste grote werk was deel 1 van de tweedelige serie Hoe heet die vogel?, in 1930 gevolgd door het tweede deel, waarvoor hij ook de tekeningen vervaardigde.
Vanaf 1925 schreef hij frequent in kranten zoals De Telegraaf (ook in 1940-45) en later ook in  Het Parool, waarmee hij nationale bekendheid verwierf. Zijn mooiste werk is misschien wel het in 1935 uitgebrachte De Blauwe Reiger, de eerste Nederlandse monografie over de blauwe reiger. Behalve als publicist was Strijbos in deze jaren ook bekend als fotograaf: vooral indrukwekkend zijn zijn foto's van de vooroorlogse aalscholverskolonie te Lekkerkerk.
Na de oorlog was Strijbos aanwezig op de eerste naoorlogse Nederlandse walvisvaartexpeditie aan boord van de “Willem Barendsz” (1946-1947). Zijn reislust bleef in deze jaren niet langer beperkt tot Nederland: hij bezocht Spitsbergen, de Seychellen, Zuid-Afrika, de Verenigde Staten en Canada, Turkije, Groenland, de Galápagoseilanden, Kenia en Nieuw-Zeeland.
Onder zijn vrienden waren onder meer de ornitholoog Karel Voous, de etholoog Niko Tinbergen, de biologen Jac. P. Thijsse en Eli Heimans.

## Foto's van Strijbos

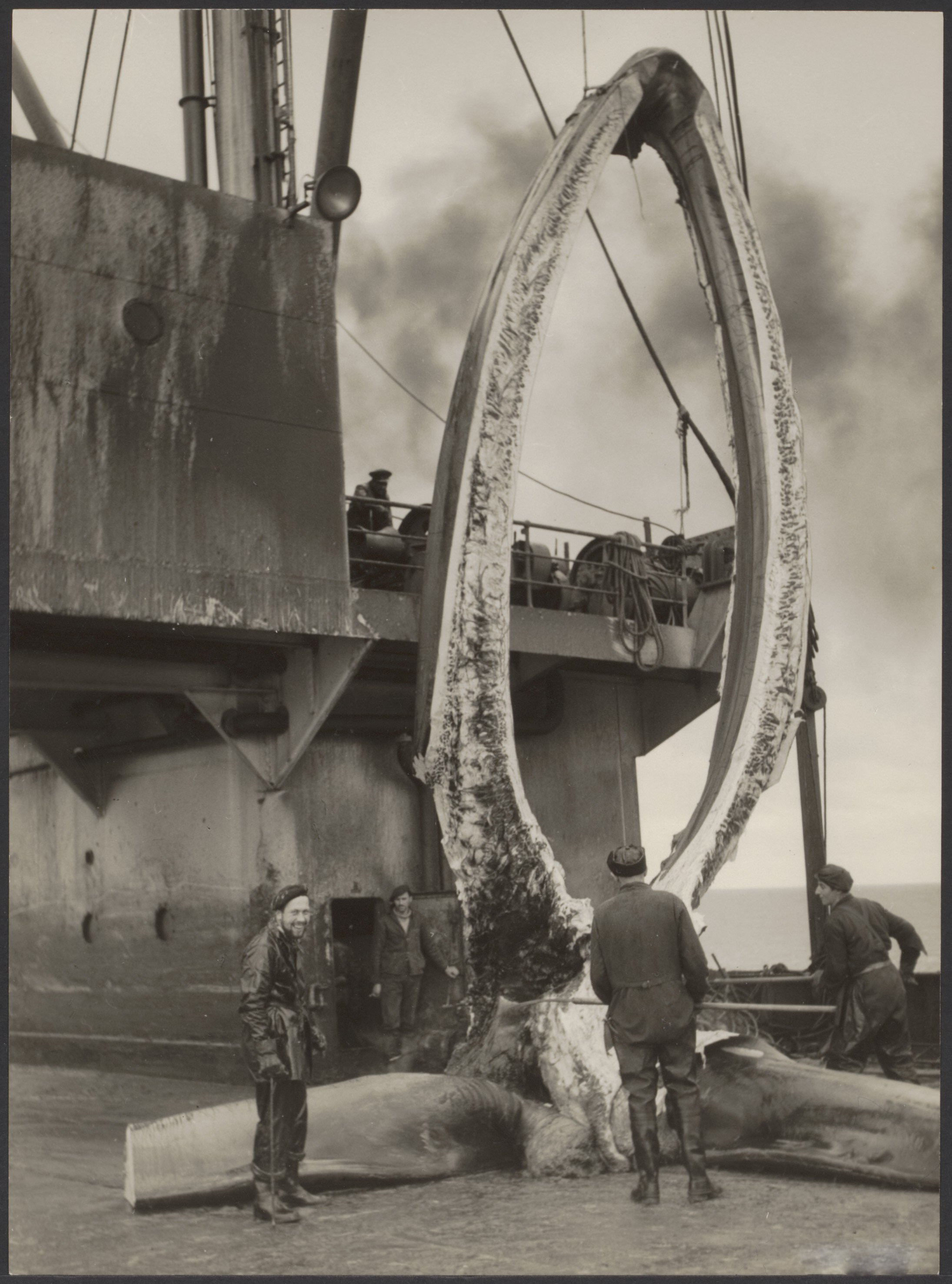
Nederlandse walvisvaart 1947
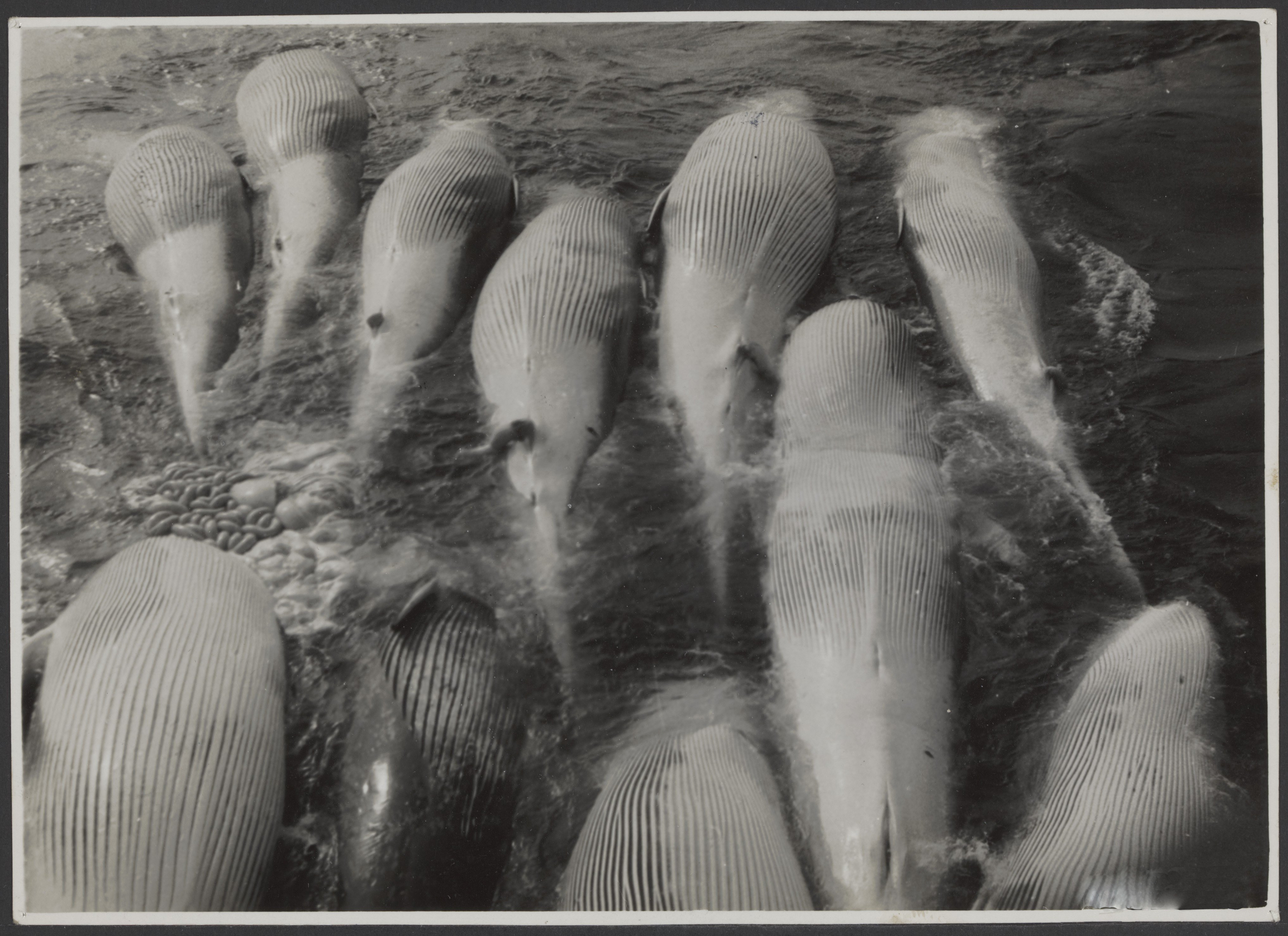
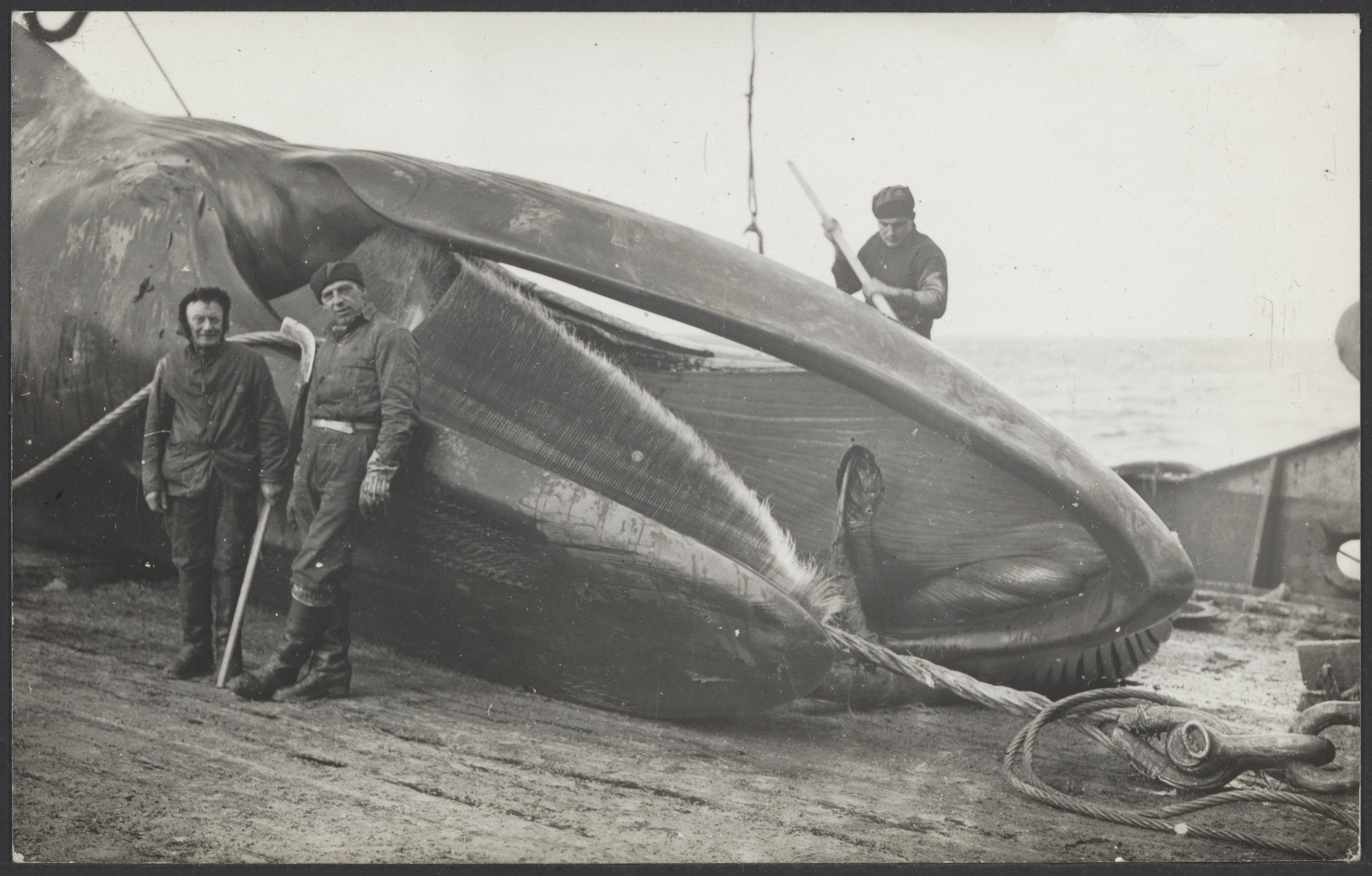

## Eerbewijzen en onderscheidingen

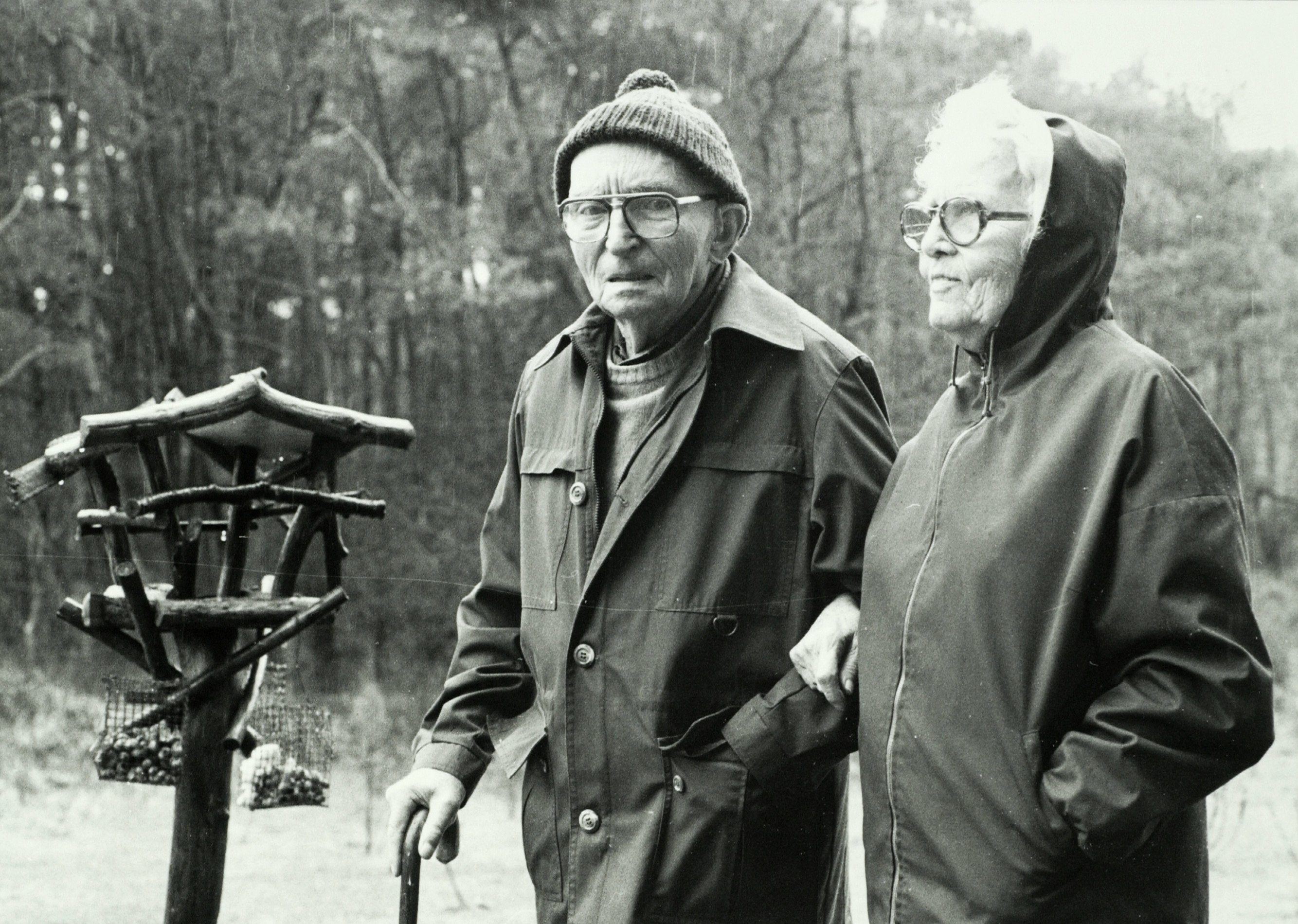
Strijbos met zijn echtgenote in 1983

- 1960: erelid van Nederlandse Vereniging tot Bescherming van Vogels (Vogelbescherming)
- 1975: de Gouden Lepelaar van de Nederlandse Vereniging tot Bescherming van Vogels
- 1976: erelid van de Club van Nederlandse Vogelkundigen
- 1977: de Heimans en Thijsse Prijs[2]
- 1979: de ANWB Edo Bergsma Prijs
- 1980: de Cornelis van Doorn Prijs
- 1980: Ridder in de Orde van de Gouden Ark